# Premi Stanislavski
El Premi Stanislavski (Nom sencer: "Premi. Konstantin Stanislavski", en rus Верю. Константин Станиславский) és un premi especial atorgat des de 2001 al Festival Internacional de Cinema de Moscou per a l'èxit destacat del carrera d'actuació i devoció als principis de escola de Stanislavski ("Per conquistar les altures d'actuació i fidelitat", com es formula tradicionalment). El premi consisteix en un trofeu elaborat pels joiers Chopard.

## Guanyadors
- 2001 — Jack Nicholson ()[2]
- 2002 — Harvey Keitel ()[3]
- 2003 — Fanny Ardant ()[4]
- 2004 — Meryl Streep ()[5]
- 2005 — Jeanne Moreau ()[6]
- 2006 — Gérard Depardieu ()[7]
- 2007 — Daniel Olbrychski ()[8]
- 2008 — Isabelle Huppert ()[9]
- 2009 — Oleg Iankovski (), pòstumament, entregat al seu fill Filipp
- 2010 — Emmanuelle Béart ()
- 2011 — Helen Mirren ()
- 2012 — Catherine Deneuve ()
- 2013 — Ksenia Rappoport ()
- 2014 — Inna Txurikova ()
- 2015 — Jacqueline Bisset ()
- 2016 — Marina Neyolova ()
- 2017 — Michele Placido ()
- 2018 — Nastassja Kinski ()
- 2019 — Ralph Fiennes ()
- 2020 — Svetlana Kriutxkova ()
- 2021 — Serguei Nikonenko ()
- 2022 — Konstantin Khabenski ()
- 2023 — Irina Kuptxenko ()